# Felix und Adauctus

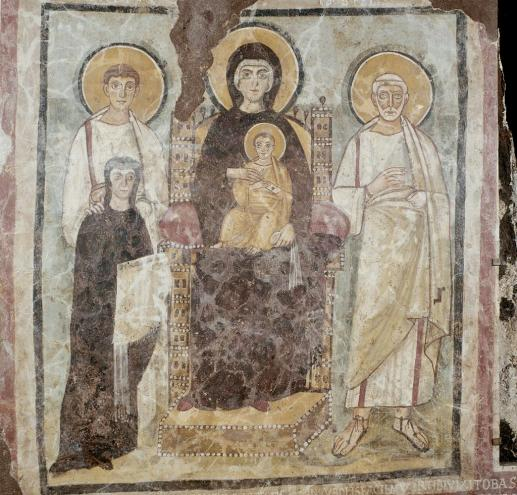
Rom, Commodilla-Katakombe, Fresko (528): Maria mit dem Kind, flankiert von den Märtyrern Felix und Adauctus und der Stifterin

Felix und Adauctus († 303? in Rom?) sind zwei stets gemeinsam genannte altkirchliche Märtyrer, deren Verehrung weit zurückreicht, über die jedoch historisch zuverlässige Quellen fehlen. Ihr Gedenktag ist der 30. August.

## Legende
Die Legende der beiden Märtyrer begegnet zuerst im Martyrologium Ados von Vienne aus dem 9. Jahrhundert. Demnach wurde der römische Priester Felix auf Befehl des Präfekten Dracus – der historisch nicht nachweisbar ist – zu den Tempeln der Götter Serapis, Merkur und Diana gebracht, um ihnen zu opfern. Als er jedoch zu Christus betete, fielen die Standbilder von ihren Sockeln und zerschellten am Boden. Daraufhin führte man ihn zur Hinrichtung. Auf dem Weg schloss sich ihm ein Mann an, der sich als Christ bekannte und mit Felix das Martyrium erlitt. Ihm gaben die Christen später den Namen Adauctus („der Hinzugekommene“).

## Verehrung
Die Namen der Märtyrer Felix und Adauctus sind in dem Gregor dem Großen zugeschriebenen Sakramentar enthalten. Ihre alte Grabeskirche an der Via Ostiensis ist nicht mehr vorhanden, wurde jedoch archäologisch ergraben. Leo IV. soll um 850 Irmingard, der Frau Lothars I., Reliquien der beiden Märtyrer geschenkt haben, die damit das Kloster Eschau im Elsass ausstattete; im Jahr 1361 kamen sie in den Wiener Stephansdom. Auch Anjou, Köln und Kloster Andechs beanspruchen den Besitz von Felix-und-Adauctus-Reliquien.